# Erigonoplus latefissus
Erigonoplus latefissus är en spindelart som först beskrevs av Denis 1968.  Erigonoplus latefissus ingår i släktet Erigonoplus och familjen täckvävarspindlar.
Artens utbredningsområde är Marocko. Inga underarter finns listade i Catalogue of Life.